# 札幌夏季オリンピック構想
札幌夏季オリンピック構想（さっぽろかきオリンピックこうそう）は、日本の北海道札幌市で2016年または2020年の夏季オリンピックの開催を目指していた構想。

## 概要
自由民主党北海道支部連合会が2003年衆院選と2004年参院選にて北海道内での夏季オリンピック誘致を公約に打ち出し、2004年8月には北海道議会自民党所属議員55名で誘致研究会を設置。同年夏には8人の自民党所属の道議会議員がミュンヘンやバルセロナなどの五輪開催都市の視察を行った。
2004年9月には北海道知事の高橋はるみ（当時）が北海道議会定例会にて「新幹線整備に弾みが付く等社会基盤整備に大きな効果が期待できる」と答弁し札幌市・国・日本オリンピック委員会との協議や情報収集を行う意向を示し、2005年2月にさっぽろ雪まつりを視察した総理大臣の小泉純一郎（当時）も「北海道で夏のオリンピックを見てみたい」と肯定的な感触を示したこともあり、参議院議員の橋本聖子を始めとした自民党の北海道代議士会などにより、自民党などが北海道新幹線の早期開業などの経済効果を見込む形で2020年大会招致を最大目標に、前段階として2016年大会招致を行う計画で札幌市への夏季オリンピック招致活動を本格化した。開催が決定すれば史上初の夏季・冬季両オリンピックの開催都市となることも見込まれていた。
札幌市長の上田文雄（当時）は「財源確保が難しく将来のまちづくりに影響を及ぼす」と難色を示したが、同年3月には札幌市議会・北海道議会が招致決議案を可決した。上田市長は市の担当部局に開催費の概算を指示し 、8月には自民党・公明党の国会議員により「オリンピック夏季大会札幌招致推進北海道議員連盟」が設置され、外務大臣の町村信孝（当時）が会長を務めた。9月時点では札幌市が市民アンケートの結果の上で誘致の是非を決定する方針とするも、一方で東京都や福岡市も2016年大会の誘致を表明し、誘致への積極性の低さが懸念された。
2005年12月に札幌市による市民アンケートが行われ、20歳以上1万人を対象として5103人から回答が得られ、立候補の是非について反対35.3%・賛成33.3%・どちらともいえない26.9%・関心なし2.3%の結果となり、これを受け上田市長は2006年2月21日の定例市議会にて「財政運営は非常に厳しく堅実かつコンパクトな都市づくりへ転換する必要がある」と巨額な財政負担を避ける考えとして誘致見送りを表明し、「今後も五輪による街作りは関心を持って研究する」などと好転した際の再招致に含みをもたせる発言をした。
断念後の2006年3月の『北海道新聞』の取材で上田市長は「見栄を張って街が潰れては行けない、街の膨張が懸念され選手村に3LDKが5300戸が必要で3人家族2万数千人分ともなる、プレスセンターは現在の市庁舎規模のものが数棟必要、ホテルもプリンスタワー程度のものがいくつも必要となる」といった問題点とともにコンパクトシティ化を優先する方針を延べた。また札幌市議会議員4名が2006年7月に2004年大会開催地のアテネと2012年開催予定地のロンドンを視察し報告書ではロンドンでは1.7倍の経済効果を見込み札幌でも投資額を超える経済効果が見込まれ民間資金活用による社会資本整備(PFI)を用いての市の財政負担の軽減や大会後の施設利用を考えた設計を行う必要性が提言された。
なお、同じ都市での夏季・冬季大会の開催は、のちに中国の北京市が初めて実現させている（2008年北京オリンピック・2022年北京オリンピック）。

## その後の影響
2006年6月には競合していた東京・福岡の2016年大会招致計画においてサッカー予選会場としての札幌ドームの使用を札幌市が了承し、東京が招致に成功した2020年大会計画でも札幌ドームがサッカー会場の一つとして盛り込まれ、2019年11月には暑熱対策を目的にマラソン・競歩の札幌開催が決定している。
また2020年大会の東京開催決定を受け冬季五輪再招致の要望が財界や学識経験者から高まり、札幌市は2014年度予算から2026年大会以降の調査費を計上した。2014年11月には上田市長が冬季五輪再招致を表明し、2030年札幌オリンピック構想に繋がることとなったが、2023年に断念されている。

## 開催計画試算
2005年11月の札幌市議会経済公営企業常任委員会で提示された開催計画の概算。
費用概算
運営費は2004年アテネオリンピック、関連施設整備費・誘致費は大阪オリンピック招致を参考とした。カッコ内は札幌市の負担分。
- 費用合計：1兆8328億円（2550億円、市民一人あたり13.6万円）
- 競技施設建設費：1898億円（1339億円）
- 選手村・メディアセンター建設費：1985億円（199億円）
  - 選手村は1.6万人、メディアセンターは3万人の受け入れを想定。
- 関連施設整備費：1兆365億円（964億円）
- 運営費：4016億円（0円）
  - 入場料・放映権・スポンサー収入の使用を想定。
- 招致経費：64億円（48億円）
- 大会後の施設年間維持費：215億円（106億円）
  - 建設費の5倍、耐用年数60年間で算出。

経済効果
- 全国への経済波及効果：2兆7057億円
  - 総経費の1.5倍、民間投資分は含まない。
- 来訪者の消費効果：929億円
  - 雇用増加・市税増収を含まない。
- 札幌市の資産増加：約2600億円

主な施設整備計画
金額は概算の整備費。
- 新設 - 水泳場（324億円）ほか5施設785億円
- 改築 - 真駒内屋外競技場（開閉会式など）、662億円
- 仮設 - 18施設208億円
  - 札幌市北区茨戸 - ボート（31億円）
  - 小樽市 - セーリング（17億円）
  - 石狩市石狩浜 - トライアスロン（14億円）
- 恒久改修 - 北海道立総合体育センター（バレーボール、30億円）
- 仮設改修 - 札幌市美香保体育館（ハンドボール、36億円）ほか8施設213億円
- 既存施設使用
  - 函館競輪場 - 自転車競技
  - 札幌厚別公園競技場